# ادوارد الریک
ادوارد اِلریک (به ژاپنی: エドワード・エルリック ,Edowādo Erurikku) که معمولاً تحت نام خودمانی اِد شناخته می‌شود، یک شخصیت خیالی و قهرمان اصلی داستان در مجموعه مانگا و انیمه ژاپنی کیمیاگر تمام‌فلزی است که توسط هیرومو آراکاوا خلق شده‌است. ادوارد با لقب کیمیاگر تمام‌فلزی (به ژاپنی: 鋼の錬金術師 Hagane no Renkinjutsushi) جوانترین کیمیاگر دولتی در تاریخ کشور خیالی آمستریس به‌شمار می‌رود. به علت «قانون تبادل برابر» در کیمیاگری، پای چپ او در تلاشی ناکام در فرایند زنده‌سازی مادر فوت شده‌اش قطع می‌شود، و سپس دست راستش نیز در ازای بازگرداندن روح برادرش قربانی می‌شود. اعضای از دست رفته ادوارد با اندام ساختگی بسیار پیشرفته‌ای به نام اُتومِیل جایگزین می‌شود. او و برادر کوچکترش آلفونسو، که بدن خود را به طور کامل از دست داده و تنها روحش درون یک زره قرار دارد، جهان را در جستجوی سنگ فلاسفه و به امید احیای بدن‌هایشان کاوش می‌کنند. ادوارد در رسانه‌های دیگر مرتبط با این سری شامل بازی‌های ویدئویی، اووی‌ای و لایت نوول ظاهر شده‌است.